# Gmina Rybno (Powiat Działdowski)
Die Gmina Rybno [ˈrɨbnɔ] ist eine Landgemeinde im Powiat Działdowski (Kreis Soldau) der Woiwodschaft Ermland-Masuren in Polen. Ihr Sitz ist das Dorf Rybno (deutsch Rybno, 1942 bis 1945 Rübenau).

## Geographische Lage
Die Gmina Rybno liegt im Südwesten der Woiwodschaft Ermland-Masuren und umfasst ein Gebiet, das früher sowohl zur Provinz Ostpreußen als auch zur Provinz Westpreußen gehört hat. Ein großer Teil der Gemeinde liegt im Welski Park Krajobrazowy („Landschaftspark Welle“) und wird vom Flüsschen Welle (polnisch Wel) in Nord-Süd-Richtung durchzogen.

## Nachbargemeinden
Nachbargemeinden der Gmina Rybno sind:
- im Powiat Działdowski (Kreis Soldau):
  - die Stadt- und Landgemeinde Lidzbark (Lautenburg) und die Landgemeinden Działdowo (Soldau) sowie Płośnica (Heinrichsdorf),
- im Powiat Iławski (Kreis Deutsch Eylau):
  - die Landgemeinde Lubawa (Löbau in Westpreußen),
- im Powiat Ostródzki (Kreis Osterode in Ostpreußen):
  - die Landgemeinde Dąbrówno (Gilgenburg), und
- im Powiat Nowomiejski (Kreis Neumark in Westpreußen):
  - die Landgemeinde Grodziczno (Grodziczno).

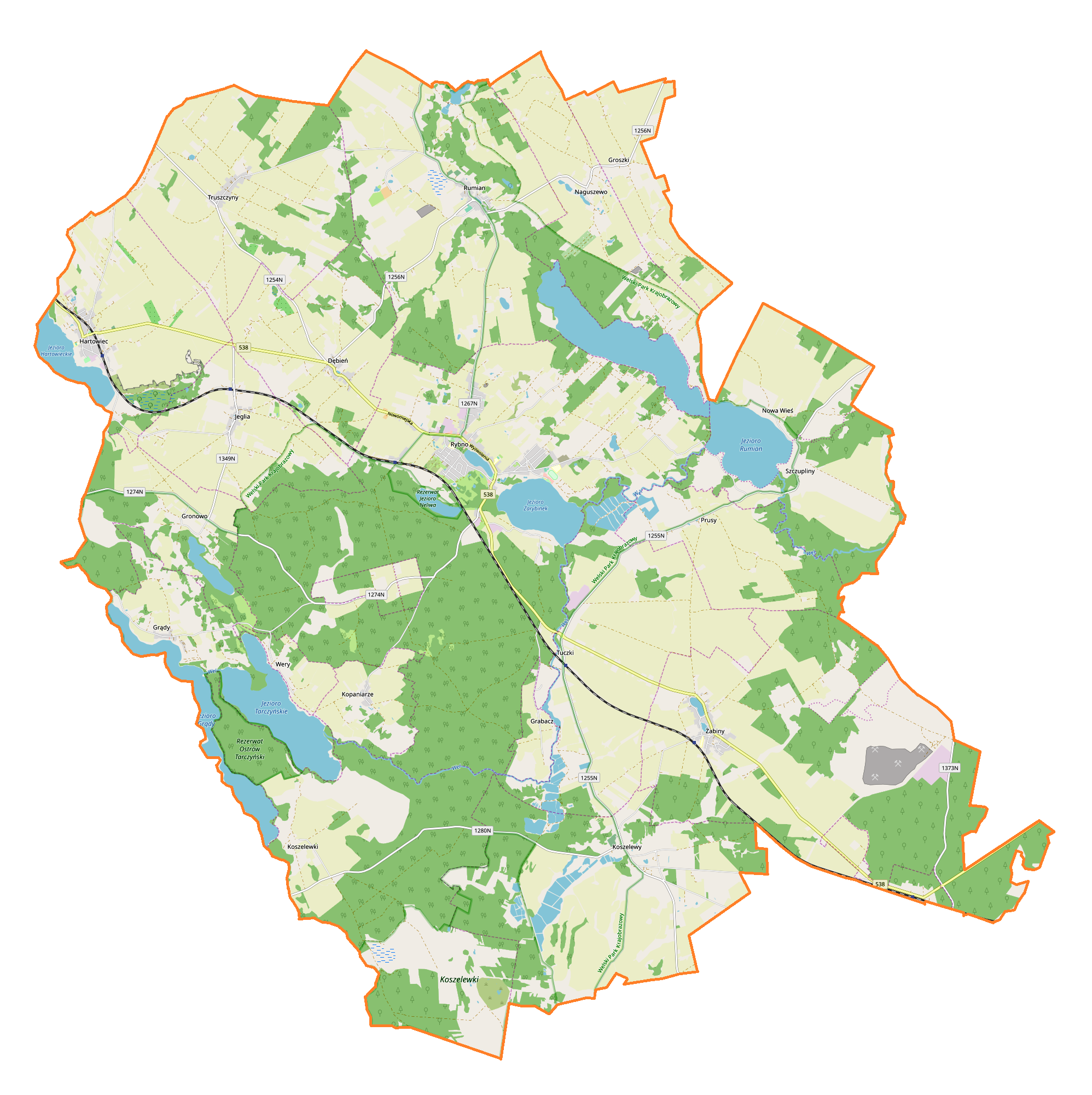
Ortsplan der Gmina Rybno

## Gemeindefläche
Die Gemeindefläche umfasst 148,4 km², was 15,6 % der Gesamtfläche des Powiat Działdowski (Kreis Soldau) entspricht. 58 % der Gemeindefläche werden landwirtschaftlich genutzt, 26 % sind Waldgebiete.

## Gemeindegliederung
Die Gemeinde liegt im Südwesten der Woiwodschaft. Zur Landgemeinde Rybno gehören 20 Dörfer mit einem Sołectwo („Schulzenamt“):
- Dębien (Eichwalde)
- Grabacz (Grabacz)
- Grądy (Grondy, 1942–45 Grondisch)
- Gralewo-Stacja (Grallau Bahnhof)
- Gronowo (Gronowo, 1942–45 Grönau)
- Hartowiec (Hartowitz, 1942–45 Hartwitz)
- Jeglia (Jeglia, 1939–42 Jeglin, 1942–45 Tanneberg)
- Kopaniarze (Kopaniarze, 1942–45 Koppenau)
- Koszelewki (Klein Koschlau)
- Koszelewy (Groß Koschlau)
- Naguszewo (Naguszewo, 1939–42 Naguschewo, 1942–45 Nagelstal)
- Nowa Wieś (Neudorf)
- Prusy (Preußen)
- Rapaty (Marienhain)
- Rumian (Rumian, 1942–45 Ramnitz)
- Rybno (Rybno, 1942–45 Rübenau)
- Szczupliny (Sczuplienen)
- Truszczyny (Truszczyn, 1942–45 Heikenwalde)
- Tuczki (Tautschken)
- Żabiny (Seeben)

Kleinere Ortschaften der Gemeinde sind die Dörfer Groszki (Groschken), Kostkowo (Kosten)sowie Olszewo (Försterei Kosten), und Wery (Werry) sowie  Lesiak (Mühle Leschak).

## Einwohner
In der Gmina Rybno waren 2019 insgesamt 7205 Einwohner gemeldet. Über ihre Altersstruktur gibt eine Tabelle aus dem Jahre 2014 Auskunft:

## Partnerschaft
Seit April 2018 besteht eine Gemeindepartnerschaft mit Heiden in Deutschland.

## Verkehr

### Straße
Durch das Gemeindegebiet verläuft in West-Ost-Richtung die verkehrstechnisch bedeutende Woiwodschaftsstraße DW 538. Sie verbindet die Woiwodschaft Kujawien-Pommern und die Woiwodschaft Ermland-Masuren miteinander und stellt im Osten den Anschluss an die Schnellstraße S 7 her, die nach Warschau und weiter bis in den Süden Polen führt. Die einzelnen Orte der Gemeinde sind durch Nebenstraßen und Landwege gut miteinander vernetzt.

### Schiene
Die Gmina Rybno liegt an der Bahnstrecke Danzig–Warschau. Sie ist mit sechs Bahnstationen angeschlossen: der Bahnhof Rybno  Pomorskie und Gralewo sowie die Haltepunkte Żabiny, Tuczki, Jeglia und Hartowiec.

### Luft
Die Gemeinde Rybno liegt im Einzugsgebiet der internationalen Flughäfen Danzig und Warschau und des Flughafens Warschau-Modlin.